# Nomia quadrifasciata
Nomia quadrifasciata är en biart som beskrevs av William Harris Ashmead 1904. Nomia quadrifasciata ingår i släktet Nomia och familjen vägbin. Inga underarter finns listade i Catalogue of Life.